# Ted Goldberg
Ted Goldberg, född 1944 i New York, USA, är en svensk professor i sociologi, och debattör och författare vars huvudsakliga forskningsområde är svensk narkotikapolitik.
Goldberg flyttade till Sverige 1964 och blev fil dr i sociologi vid Uppsalas universitet 1973.

## Verk
Goldbergs första bok på svenska, utgiven 1971, heter "Haschare" (Originalets titel: A Non-Addicted group, 1969) och är byggd kring en deltagande observationsstudie. Under sju månaders tid (1968, februari–augusti) umgicks Goldberg med en krets narkotikabrukare i Stockholm och beskriver i boken gruppens dagliga liv, dess dynamik och narkotikans roll som alstrare av gruppidentitet. I det avslutande kapitlet försöker Goldberg dra sociopolitiska konsekvenser ur sin observationsstudie samt de fallstudier han genomfört på fyra specifika gruppmedlemmar.

## Media
Goldberg medverkar frekvent i den svenska debatten kring narkotikapolitik och narkomanvård. Han har drivit idén att Sverige ska vara ett experimentellt samhälle gällande narkotikapolitiken. Angående sin bok Legalisera Narkotika? (2011) gav Goldberg följande kommentar i läkartidningen:  
"Den som läser titeln på min bok lite slarvigt, och inte uppmärksammar frågetecknet, kanske tror att jag driver tesen att vi ska legalisera narkotika. Med frågetecknet är allvarligt menat. För mig är legalisering bara en av flera möjligheter som bör diskuteras, och som kanske borde prövas. Det jag argumenterar för är »det experimenterande samhället«, det vill säga att vi inte försöker formulera en fullständig narkotikapolitik på en gång utan prövar olika åtgärder som vetenskapligt utvärderas. Sedan används resultaten som underlag för kommande beslut [10, kapitel 6].
Avslutningsvis vill jag betona att det vore klokt om såväl politiker som vetenskapsmän tar till sig att vi inte har alla svar, att vi hittills inte har lyckats tillräckligt väl, att vår narkotikapolitik medför en rad problem, och att vi behöver en förutsättningslös diskussion om alla tillgängliga narkotikapolitiska modeller. Min förhoppning är att dessa diskussioner leder till att Sverige blir ett experimenterande samhälle vad gäller narkotikapolitik."